# 제2회 가치봄영화제
제2회 가치봄영화제는 2001년 10월 17일에 열린 시상식이다.

## 수상 및 후보

### 상영작
- 친구 - 곽경택
- 신라의 달밤 - 김상진
- 엽기적인 그녀 - 곽재용
- 선물 - 오기환
- 무사 - 김성수
- 와이키키 브라더스 - 임순례
- 베사메무쵸 - 전윤수
- 킬러들의 수다 - 장진
- 팬지와 담쟁이 - 계운경
- 친구 - 류미례
- 선영의 편지 - 문홍식
- 이웃집토토로 - 미야자키 하야오
- 도토리의 집
- 외계의 제19호 - 민동현
- 치열한 전투 - 부성철
- 봉자바라 - 조명희
- 달이 지고 비가 옵니다 - 박혜민
- 호모 파베르 - 윤은경
- 등대지기 - 김준기
- Auto - 윤도익 외1명
- O'clcok
- Grendma
- Falling
- Jungle - 전승주 외 1명
- Memory puzzle - 강승현 외4명
- 금붕어 묘지 - 방의석